# Das Dschungelbuch (1994)
Das Dschungelbuch (Originaltitel: Rudyard Kipling’s The Jungle Book) ist ein US-amerikanischer Abenteuerfilm von Stephen Sommers aus dem Jahr 1994. Es handelt sich um eine von der Walt Disney Company produzierte Realfilmadaption der gleichnamigen literarischen Vorlage von Rudyard Kipling.

## Handlung
Colonel Geofferey Brydon erhält im Indien der britischen Kolonialzeit einen neuen Posten. Unterwegs durch den Dschungel wird sein Lager eines Abends von dem allseits gefürchteten Tiger Shere Khan angegriffen. Mowgli, der kleine Sohn des Expeditionsführers, geht dabei im Dschungel verloren. Abseits der Zivilisation wächst Mowgli in einem Wolfsrudel auf und freundet sich mit dem Panther Bagheera und dem Bären Baloo an. Als ihm ein Armband, das ihm Colonel Brydons Tochter Kitty vor Shere Khans Angriff geschenkt hatte, von Affen gestohlen wird, gelangt er zu einer versunkenen Stadt. In der Schatzkammer des verwilderten Palasts versucht ihn die Schlange Kaa zu töten. Doch Mowgli gelingt es, sie zu überwältigen, und der Affenkönig, ein Orang-Utan namens King Louis, gibt ihm schließlich sein Armband zurück.
Eines Tages trifft Mowgli im Dschungel zufällig auf Kitty, die zu einer jungen Frau herangereift ist. Wie schon als kleiner Junge versucht er sie zu küssen und gerät daraufhin in einen Kampf mit Captain William Boone, der Kitty für sich beansprucht. Als Boone zwei seiner Männer anweist auf Mowgli zu schießen, verhelfen Baloo und Bagheera Mowgli zur Flucht. Um Kitty wiederzusehen, schleicht sich Mowgli in das Fort, in dem sie mit ihrem Vater lebt, und gelangt über einen Balkon in ihr Schlafzimmer. Als Kitty sein Armband sieht, erkennt sie in ihm den Jungen wieder, dem sie es einst geschenkt hatte. Captain Boone lässt jedoch Mowgli, der einen wertvollen Dolch aus der versunkenen Stadt bei sich trägt, in den Kerker bringen. Dort will er Mowgli foltern lassen, um zu erfahren, wo dieser den Dolch gefunden hat, kann doch ein solches Schmuckstück nur aus einer Schatzkammer stammen.
Kitty überredet schließlich ihren Vater, Mowgli freizulassen. Sie will ihm helfen wieder in der Zivilisation zu leben und bringt ihm mit Unterstützung von Dr. Julien Plumford die von ihm verlernte Sprache der Menschen wieder bei. Nur zu gern lässt sich Mowgli von ihr auch das Tanzen beibringen. Als jedoch Colonel Brydon auf einem Ball Kittys Verlobung mit Captain Boone bekanntgibt und die anwesenden Gäste über ein Missgeschick Mowglis lachen, wird sich dieser bewusst, nicht in die zivilisierte Welt zu gehören, und er kehrt in den Dschungel zurück. Kitty, die versucht hat, ihn zum Bleiben zu überreden, gibt dem eifersüchtigen Captain Boone ihren Verlobungsring zurück. Auf Geheiß ihres Vaters soll sie nun in ihre englische Heimat zurückkehren.
Captain Boone und mehrere Männer, darunter der Dschungelführer Buldeo, Lt. John Wilkins und Sgt. Harley, machen sich auf die Suche nach Mowgli. Sie schießen auf Baloo, als dieser versucht, Mowgli vor ihnen zu beschützen, und bringen anschließend Colonel Brydon und Kitty in ihre Gewalt, um Mowgli zu zwingen, sie zum Schatz der versunkenen Stadt zu führen. Mowgli kann ihnen jedoch entwischen. Auf der Suche nach ihm gerät Sgt. Harley in Treibsand und stirbt. Mowgli findet indes den verletzten Colonel Brydon und lässt ihn von einem Elefanten zurück in das Fort bringen. Tabaqui versucht Mowgli auf einer Klippe mit einem Stein zu erschlagen, wird jedoch durch Mowglis Tritt zum Kippen gebracht und stürzt in den Tod. Boone, der noch immer Kitty in seiner Gewalt hat, sucht mit Buldeo und Wilkins weiterhin nach der versunkenen Stadt. Als sie von Shere Khans Brüllen aufgeschreckt werden, trennen sich ihre Wege. Wilkins schießt aus Versehen Buldeo ins Bein und wird kurz darauf von Shere Khan getötet. Boone und Kitty und auch Buldeo erreichen unterdessen die versunkene Stadt. Dort versucht Buldeo Mowgli zu erschießen, löst dabei jedoch einen Mechanismus aus und wird unter einem nach unten sinkenden Teil der Palastdecke lebendig begraben. In der Schatzkammer kommt es schließlich zum Kampf zwischen Mowgli und Boone. Mowgli verletzt dabei Boone am Arm und kann mit Kitty entkommen. Bepackt mit Schätzen fällt Boone daraufhin in ein Wasserbecken und wird von der Schlange Kaa getötet. Vor dem Palast steht plötzlich Shere Khan vor Mowgli und Kitty. Mowgli tritt dem Tiger entgegen und zeigt ihm gegenüber keine Angst, worauf ihn der Tiger als Bestandteil des Dschungels akzeptiert. Mowgli bringt Kitty schließlich in die Zivilisation zurück, wo sie ihr Vater erleichtert begrüßt. Wie Brydon ist auch Baloo dank Dr. Plumford wieder wohlauf, und Mowgli erhält von Kitty den von ihm seit langem ersehnten Kuss.

## Hintergrund

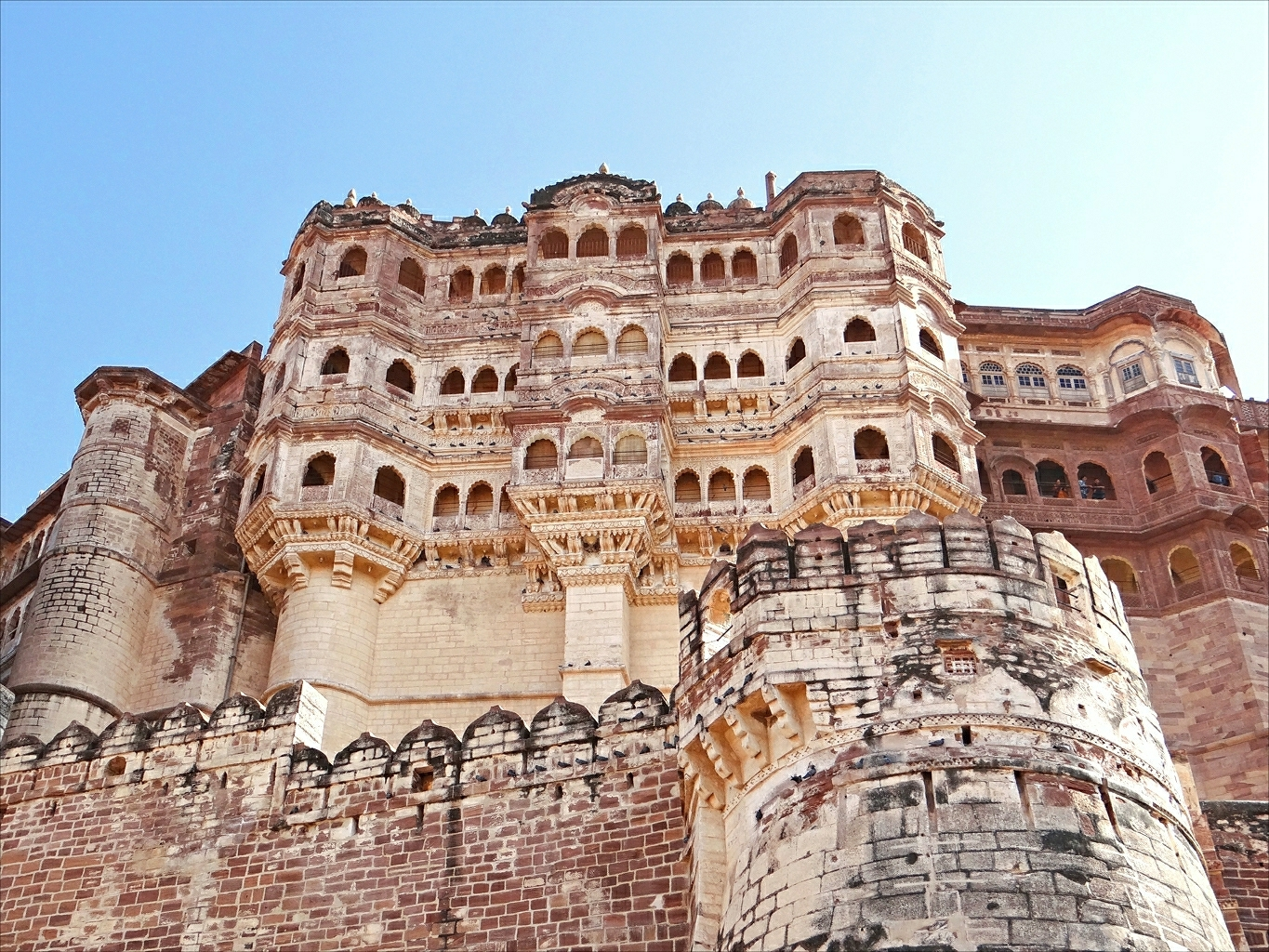
Die Festungsanlage Meherangarh, ein Drehort des Films

Das Filmprojekt wurde durch den indischen Produzenten Raju Patel anlässlich des 100-jährigen Jubiläums der Erstveröffentlichung von Rudyard Kiplings literarischer Vorlage initiiert. Die im Film auftretenden Figuren des Captain William Boone und der Katherine Brydon entstammen jedoch nicht der Vorlage. Regisseur und Drehbuchautor Stephen Sommers schrieb mit zusätzlichen Charakteren die Handlung um, um nicht mit Disneys Zeichentrickversion von 1967 konkurrieren zu müssen. Zudem schien es ihm nicht möglich, die mehreren ursprünglichen Geschichten über Mowgli zu einer stimmigen Filmhandlung zu verbinden, wie es Zoltan und Alexander Korda mit ihrer Realfilmversion von 1942 versucht hatten. Vielmehr wollte Sommers einen romantischen Abenteuerfilm im Stil seines Lieblingsregisseurs Michael Curtiz inszenieren. Speziell dessen Filme Unter Piratenflagge und Der Herr der sieben Meere nahm sich Sommers bei seiner Kipling-Adaption zum Vorbild. Im Zuge dieser Umarbeitung wurde auch ein Großteil der Handlung in ein indisches Fort der britischen Kolonialherren verlegt.
Die Dreharbeiten fanden von Mitte März bis Mitte Juni 1994 in den Vereinigten Staaten und in Indien statt. Die Innenaufnahmen entstanden in den Mehboob Studios in Bombay. Zahlreiche Dschungelszenen wurden mehr als vier Wochen lang In Jodhpur gedreht, wo auch die historische Festungsanlage Meherangarh als Kulisse diente. Da es schwierig war, eine Vielzahl an trainierten Tieren, darunter Tiger, Leoparden, Wölfe, Bären, Elefanten, Pferde und Affen, nach Indien zu verschiffen, wurden einige Dschungelszenen auf Fripp Island in South Carolina sowie im Fall Creek Falls State Park und im Cumberland Mountain State Park in Tennessee realisiert. Das Szenenbild des Films, dessen Budget bei 30 Millionen US-Dollar lag, gestaltete Allan Cameron. Die Kostüme entwarf John Mollo, der 1983 für Gandhi einen Oscar erhalten hatte. Als einziges der im Film gezeigten Tiere wurde die Schlange Kaa computeranimiert.
Der Film feierte am 23. Dezember 1994 in New York seine Premiere und spielte in den US-Kinos über 43 Millionen US-Dollar ein. Am 30. März 1995 lief er in den deutschen Kinos an. Am 18. September 1995 erschien er auf Video, am 26. April 1999 auch auf DVD.

## Kritiken
Laut dem Lexikon des internationalen Films sei Sommers Kipling-Adaption „[g]anz auf Action und Abenteuer ausgerichtet“. Weil es an Spannung fehle, „läßt der Film sowohl eine Auseinandersetzung mit den unterschiedlichen Lebensweisen als auch den Charme früherer Verfilmungen vermissen“. Cinema befand, dass der von Regisseur Stephen Sommers „mit Witz und echten Tieren“ inszenierte Film „[a]ctionreich“ und „trotzdem angenehm altmodisch“ sei.
Prisma sah in dem Film anfangs „eine actionreichere und schmalzigere Variante des allseits bekannten Zeichentrickfilms“. Im weiteren Verlauf entpuppe er sich jedoch als „spannend[er] Abenteuer-Fantasy-Film mit hohem Schauwert“. Im Stil von „packenden Abenteuerfilmen à la Tarzan“ gelinge es ihm als „wirklich gut gemachte Realverfilmung“, die Zuschauer zu fesseln, wobei auch die Darsteller, vor allem John Cleese, „glänzend aufgelegt“ seien.
Roger Ebert schrieb 1994 in der Chicago Sun-Times, dass der Film mit der Romanvorlage wenig gemeinsam habe und Mowgli von einem „Indiana-Jones-Klon“ ersetzt worden sei. Die Adaption sei jedoch unterhaltsam und Jason Scott Lee zeige Talent. Brian Lowry von Variety sprach von einer „ehrgeizigen Mischung aus Greystoke – Die Legende von Tarzan, Herr der Affen und Indiana Jones und der Tempel des Todes“. Es handle sich um ein „technisch erstklassiges Abenteuer“; die erzählerischen Wechsel zwischen Natur-, Liebes- und Actionfilm seien allerdings zu sprunghaft.

## Auszeichnungen
Der Film war 1995 in der Kategorie Bester Action-/Adventure-/Thriller-Film für den Saturn Award nominiert, unterlag jedoch Quentin Tarantinos Pulp Fiction.

## Synchronisation
| Rolle                    | Darsteller      | Synchronsprecher |
| ------------------------ | --------------- | ---------------- |
| Mowgli                   | Jason Scott Lee | Philipp Brammer  |
| Captain William Boone    | Cary Elwes      | Martin Umbach    |
| Katherine „Kitty“ Brydon | Lena Headey     | Madeleine Stolze |
| Colonel Geofferey Brydon | Sam Neill       | Wolfgang Condrus |
| Dr. Julien Plumford      | John Cleese     | Thomas Danneberg |
| Buldeo                   | Stefan Kalipha  | Klaus Kindler    |
| Sgt. Harley              | Ron Donachie    | Rainer Basedow   |
| Nathoo                   | Faran Tahir     | Ekkehardt Belle  |